# Ailill III Flannbec
Ailill III Flannbec lub Oilioll III Fland Beg („Mały Rudy”) – legendarny król Munsteru z dynastii Eóganacht w latach 316-346, młodszy syn Fiachy Muillethana („Płaskogłowego”), króla Munsteru, adoptowany przez swego starszego brata Aililla II Flannmora, zmarłego bezpotomnie króla Munsteru. Jedynym warunkiem adopcji było podawanie imienia brata w rodowodzie, jako ojca. Ailill rządził Munsterem przez trzydzieści lat. Pozostawił po sobie czterech synów:
- Maine Munchain („Płaczący Uryną”), ojciec Fiachy Fidgennida, przodka Uí Fidgenti
- Daire II Cerbba, brat bliźniak Maine’a, następca ojca na tronie Munsteru
- Luigthech (Lugaid), miał trzech synów:
  - Conall Corc, syn Bolc Banbretnach, przyszły król Munsteru
  - Lugaid, syn z drugiego małżeństwa, przodek Uí Lugdech Éile
  - Cobthach (Cathub), syn z drugiego małżeństwa, przodek Uí Chathbad Chuille, ojciec Aililla
- Lare Fidach, ojciec Crimthanna Mora, przyszłego króla Munsteru i zwierzchniego króla Irlandii